# Шембеки

Герб Шембек.

Ше́мбеки (нім. Szembek, Szembekowie; нім. Schembegk) — польський шляхетський рід німецького походження. Первісно називався Шенебек (нім. Schönebeck), представники якого мешкали у Священній Римській імперії. У XVI столітті одна з гілок цього роду переїхала до Корони Польської, де 1566 року отримала індигенат від короля Сигізмунда II Августа. Представники роду згодом змінили прізвище на Шембек й отримали власний герб — Шембек. Рід набув політичної ваги за часів правління саксонської династії на польському престолі в XVIII столітті. 1818 року деякі представники роду отримали графський титул від прусського короля, а 1818 року — від російського імператора.

## Представники
- Станіслав (?—1599) — перед смертю за сприяння єзуїта Мартина Ляща став католиком;
- Яцек — Каштелян Кам'янця-Подільського (1656—1657);
- Станіслав — примас Польщі;
- Францішек — каштелян Кам'янця-Подільського (1688—1693), Сянка, бєцький староста:
  - Пренцлав;
  - Ян Себастіян (1672–1731) — великий канцлер коронний (1712–1731).
- Юзеф (пом. 1719) — ректор колегіумів єзуїтів у Луцьку, Пйотркуві;
- Юзеф Евстахій (пом. 1758) — біскуп холмський, плоцький РКЦ;
- Барбара, розлучена зі Северином Жевуським, Яном Клеменсом Браницьким;
- Ядвіга — дружина Леона Шептицького, молодшого брата Митрополита ;Андрея[1];
- Єжи Шембек (1851—1905) — російський католицький єпископ, одинадцятий архієпископ могильовський.